# Enceinte gallo-romaine de Dax
Pour un article plus général, voir Enceintes urbaines en Gaule romaine.
L'enceinte gallo-romaine de Dax est une fortification qui protège la ville de Dax (département français des Landes) à l'époque du Bas-Empire romain.
Longue de 1 465 mètres, elle enclot une surface de 12,60 ha. Ses vestiges préservés, portions de courtine et tours sur les flancs nord et est de l'enceinte, sont classés monuments historiques par arrêté en 1889.

## Localisation
Le périmètre de l'enceinte se trouve tout entier dans le centre de la ville moderne, sur la rive gauche de l'Adour, la face septentrionale de la courtine s'approchant à une quinzaine de mètres du fleuve.

## Historique

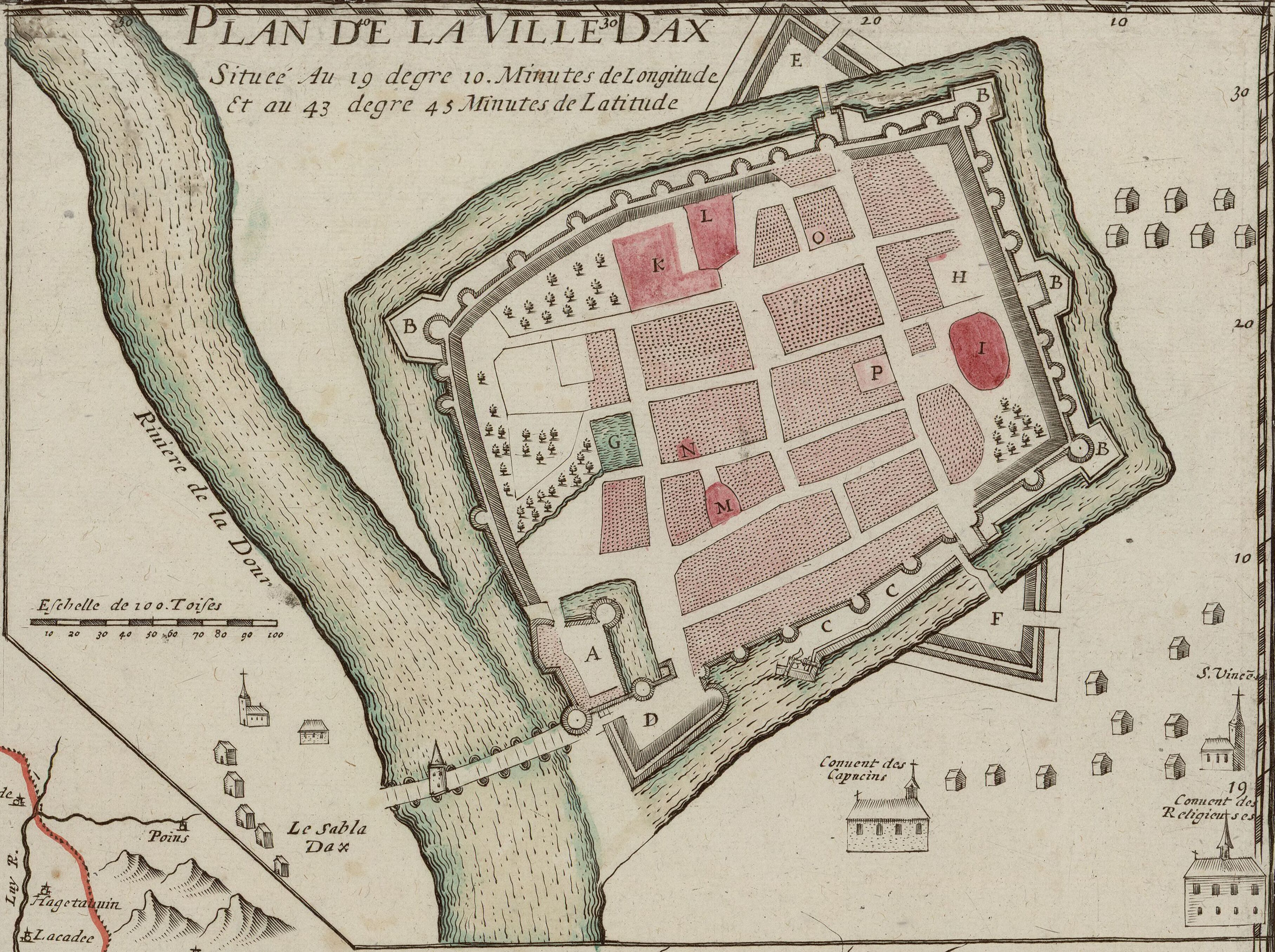
Plan de la ville et de ses remparts par Jean de Lucmau de Classun (1638).

Les remparts gallo-romains de Dax sont construits dans la seconde moitié du IVe siècle, peut-être entre 350 et 375, comme semblent en témoigner des inscriptions et des monnaies retrouvées dans les fondations et les maçonneries.
Les vestiges sont classés comme monuments historiques par la liste de 1889.
En 2012-2013, des fouilles ont lieu sur la face nord de l'enceinte, en préalable à une restauration et à une mise en valeur de ces vestiges.

## Description
- Vestiges attestés
- Structures restituées

Tracé de l'enceinte.

L'enceinte affecte la forme d'un quadrilatère sensiblement régulier, légèrement allongé du nord au sud. Les remparts s'étendent sur un périmètre de 1 465 mètres qui enclot une surface de 12,60 ha.
La courtine présente une épaisseur de 4,20  à   4,50 m à sa base et 4 m à son sommet ; sa hauteur est évaluée à 9,20 m jusqu'au chemin de ronde, plus environ deux mètres pour un crénelage. Le nombre des tours varie de 38 à 46 selon les auteurs ; elles sont plus rares sur la face de l'enceinte qui regarde l'Adour, le fleuve offrant déjà une protection naturelle à la ville. Ces tours sont semi-cylindriques, leur diamètre étant constitué par la courtine.
Les fondations sont constituées de plaques calcaires sur lesquelles reposent de gros blocs. Dans un secteur nord-est où l'humidité est redoutée, un lit de fascines est déposé au fond de la tranche avant que les pierres ne le recouvrent. Les parements de la courtine et des tours sont réalisés en opus mixtum faisant alterner cinq à sept rangs de petits moellons calcaires et trois lits de terres cuites architecturales. L'espace entre les deux parements est rempli de pierres noyées dans du mortier.
La plus grande partie de la courtine est détruite par la municipalité au XIXe siècle, entraînant la disparition de la plupart des portes et poternes que comptait l'enceinte. Il subsiste au XXIe siècle deux importants tronçons des faces septentrionale et orientale de la courtine, accompagnés de quelques tours, sur la place des Salines et dans le parc Théodore Denis.

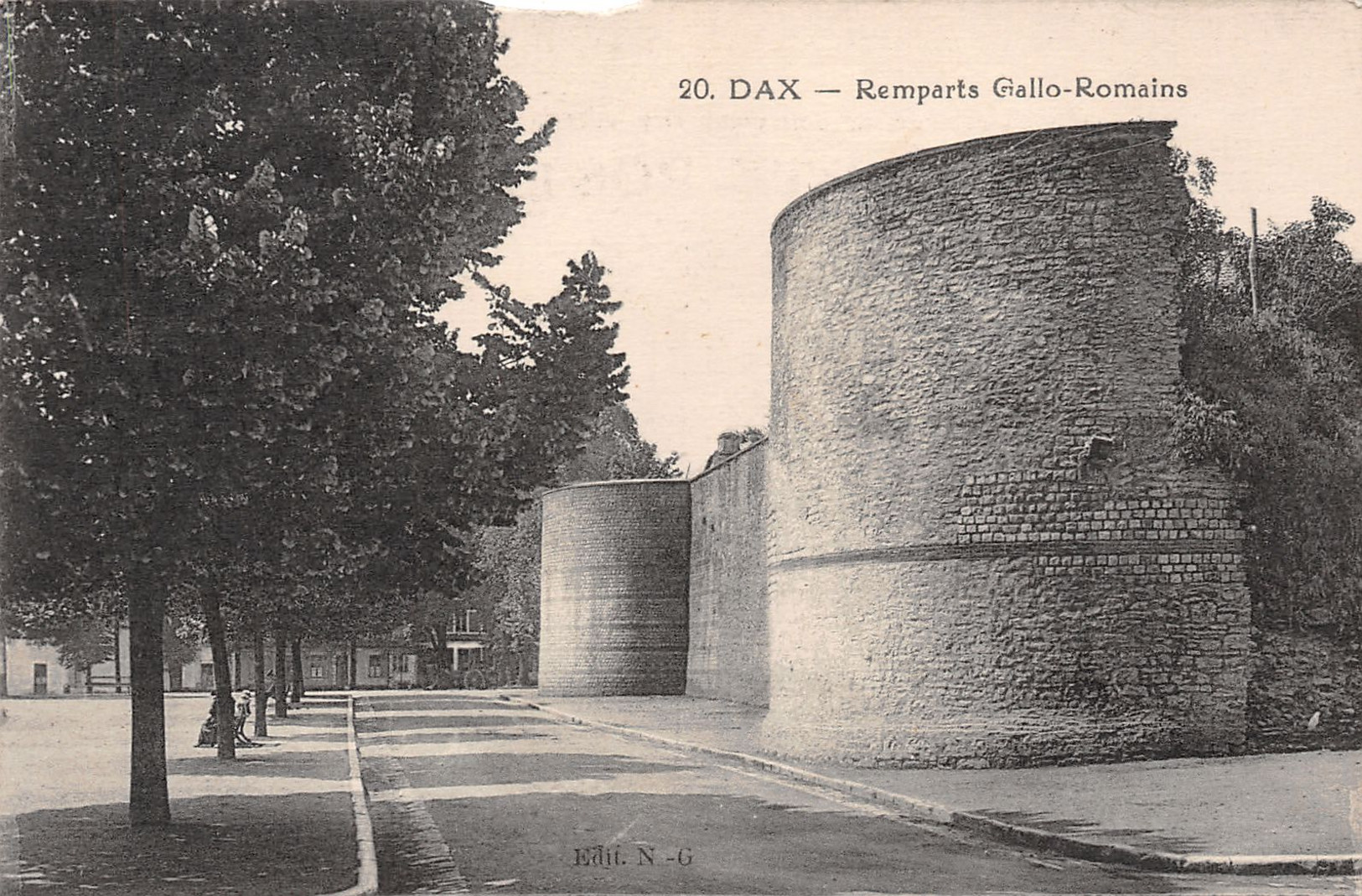
Place des Salines, vue du nord-est.
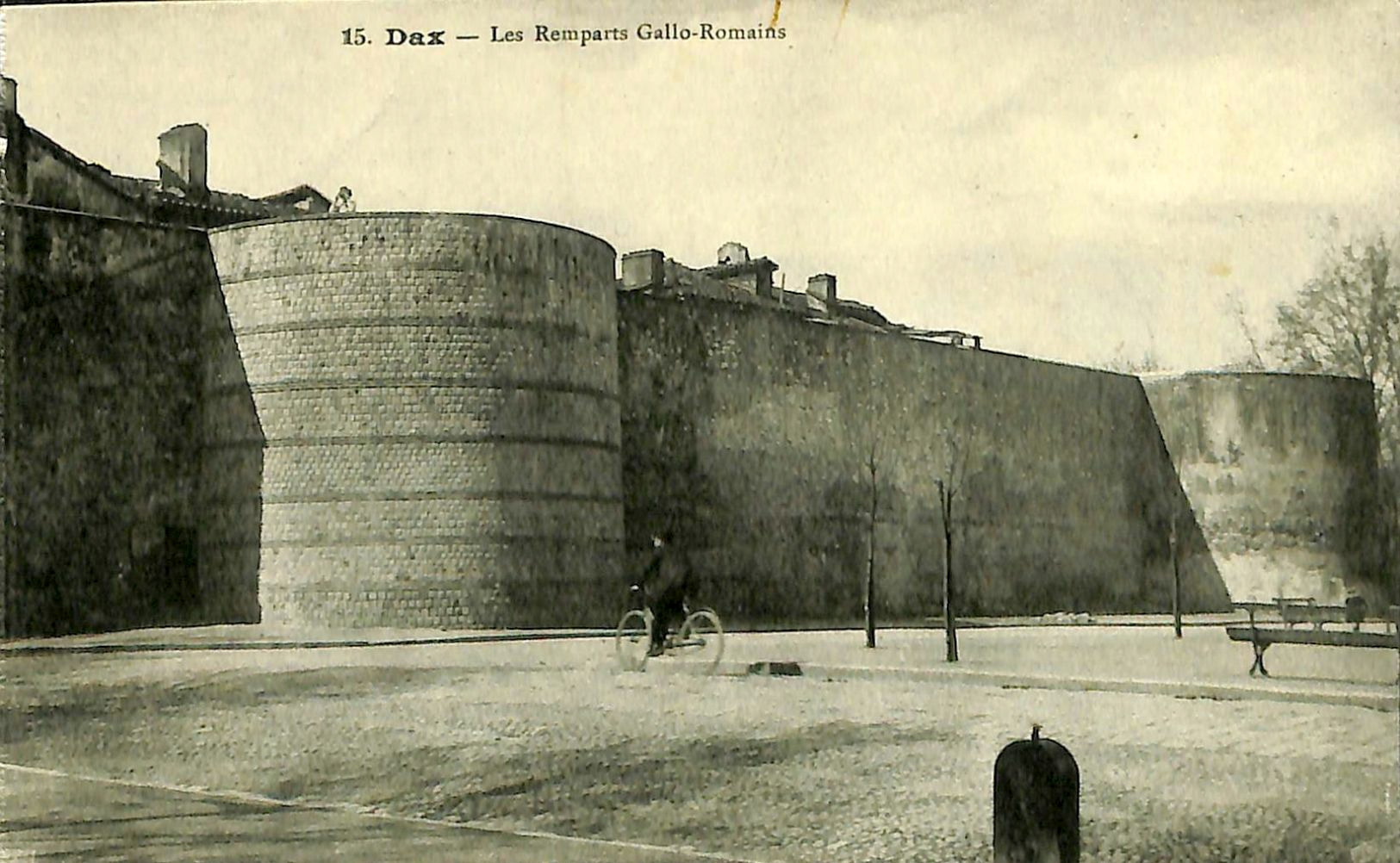
Place des Salines, vue du sud-est.
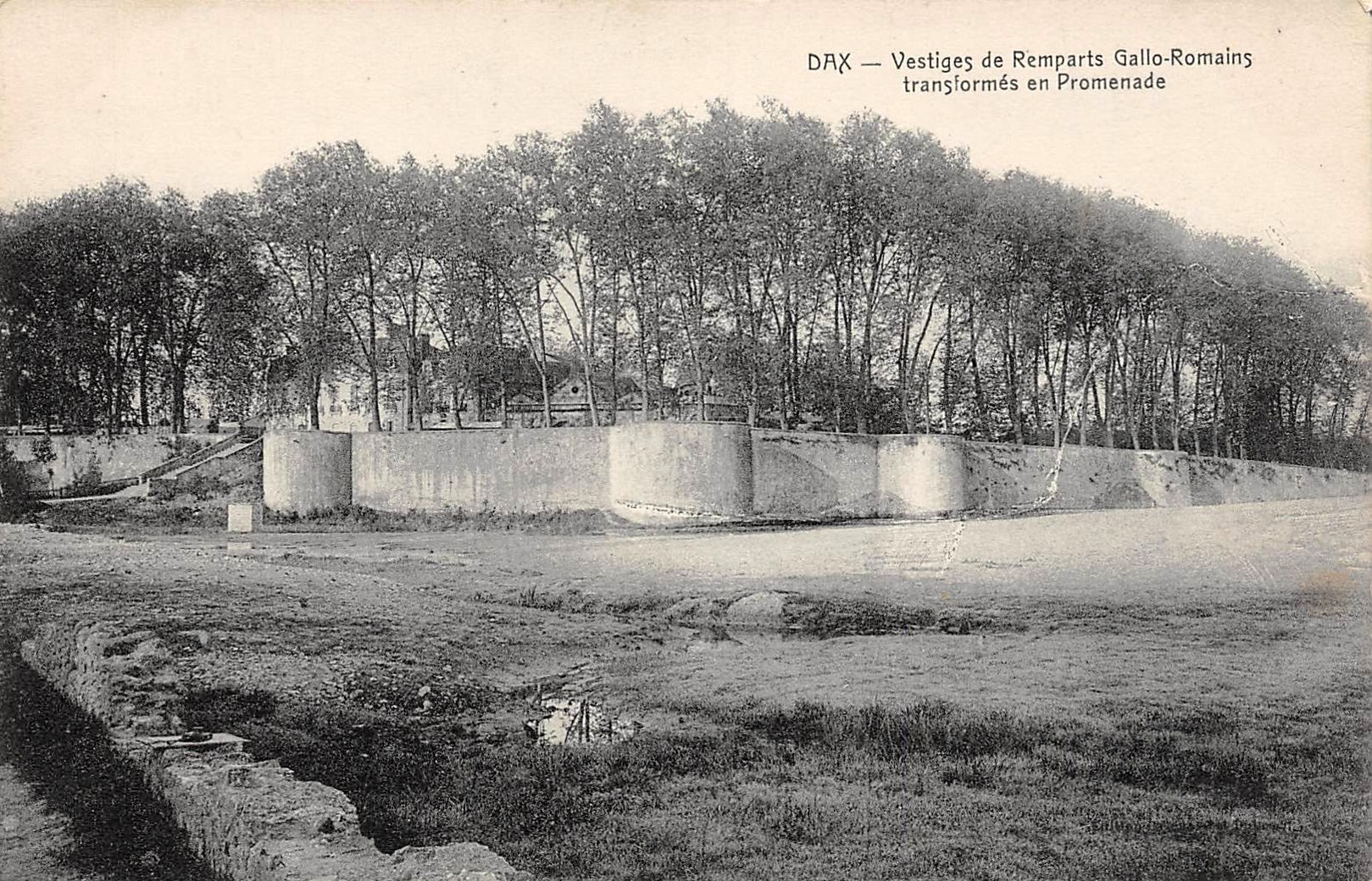
Promenade des Remparts, angle nord-est.
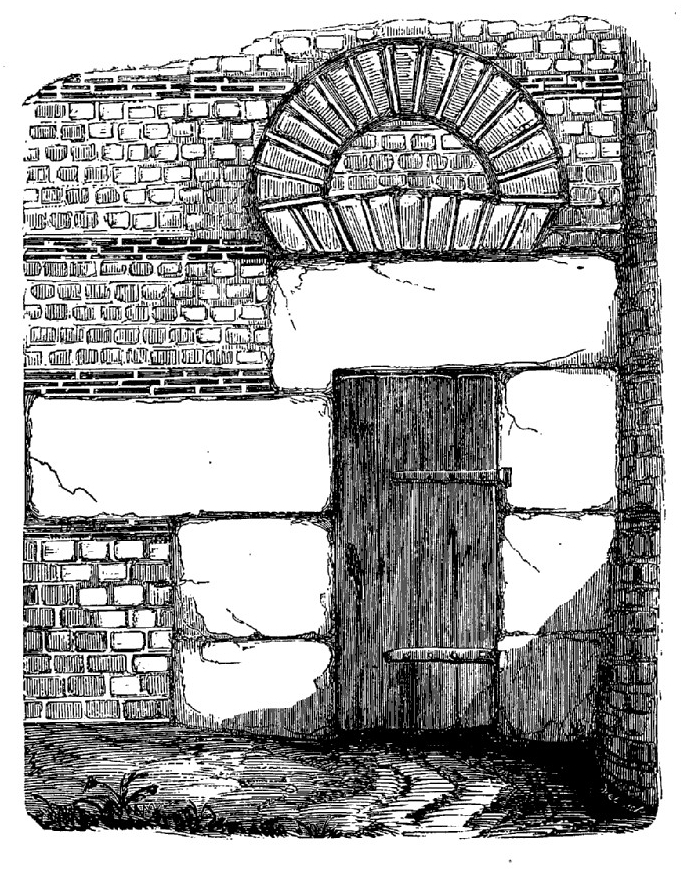
Poterne de l'ancien évêché (disparue).